# Eladio Vázquez
Eladio Modesto Vázquez (n. Buenos Aires, 6 de febrero de 1916-f. Ib., 30 de noviembre de 2000) fue un militar argentino que alcanzó el grado de vicealmirante. Fue comandante de Operaciones Navales (jefe de la Armada) desde su designación el 12 de diciembre de 1962 hasta su relevo y pase a retiro el 26 de octubre de 1963. También fue gobernador de facto de la provincia de Santa Fe desde el 5 de agosto de 1966 hasta el 14 de julio de 1970 durante la autodenominada Revolución Argentina.

## Familia
Eladio Vázquez estaba casado con la señora Haydée Beatriz Calegari y fruto de ese matrimonio nacieron sus tres hijos.

## Carrera militar
Ingresó en la Escuela Naval Militar en 1931, de donde egresó en 1936 con la jerarquía Guardiamarina.
Su trayectoria profesional fue muy amplia, fue, entre otros cargos, agregado naval en Reino Unido y en los Países Bajos; comandante de la Fuerza de Submarinos de la Armada Argentina; comandante naval en Europa y en Estados Unidos y comandante de la Fuerza de Destructores. Además fue subsecretario general de la Marina, comandante en jefe de la Flota de Mar desde diciembre de 1962 hasta el 3 de abril de 1963, cuando fue designado titular de la Armada (comandante de Operaciones Navales).

### Crisis en la Armada de 1959
El 24 de julio, el comandante de Operaciones Navales Vago, y el subsecretario de Marina, capitán de navío Eladio Vázquez, se declararon en estado de rebeldía al no aceptar las designaciones realizadas por el secretario de Marina Adolfo Estévez del contralmirante Jorge Perrén como nuevo titular del Comando de Operaciones Navales y de Mario Robbio como nuevo comandante de la Flota de Mar. Se plegaron a la sedición la mayoría de las unidades navales e incluso facciones del Ejército. El presidente Arturo Frondizi concurrió al Ministerio de Marina donde se encontraba el vicealmirante Vago y Eladio Vázquez, rodeados de casi todos los altos oficiales navales y algunos de la fuerza terrestre. Arturo Frondizi ordenó a Vago que abandone su actitud y obedeciera las decisiones del secretario Estévez. Como toda respuesta recibió «Me niego». Ante tal situación, Frondizi se reunió en una oficina con Estévez, Perrén y Robbio. Los contralmirantes Robbio y Perrén le recomendaron al presidente que fuera urgente a comunicar que el secretario Estévez iba a ser reemplazado, amenazando con derrocarlo en cinco minutos. Tuvo que ceder en todo lo que se le reclamaba. Adolfo Baltasar Estévez presentó de inmediato su renuncia, que le fue aceptada, Vago fue restituido por decreto en el Comando de Operaciones Navales y Frondizi designó como nuevo secretario de Marina al contralmirante retirado Gastón Clement. Con la salida del vicealmirante Adolfo Estévez, pidieron su pase a retiro los contralmirantes Alberto Patrón Laplacette, Elbio Guozden, Renato Ares, Mario Robbio y Jorge Perrén (todos ellos cercanos al presidente Frondizi).
Fue promovido a la jerarquía de contralmirante a finales del año 1959.

### Arribo a la comandancia de la Armada
A principios del mes de abril de 1963, la República Argentina se encontraba en plena crisis institucional, gobernada por José María Guido, un presidente de facto que obedecía a las Fuerzas Armadas, las cuales se encontraban profundamente enfrentadas políticamente. Es en ese contexto cuando en la Armada tuvo lugar un alzamiento militar liderado por el general Benjamín Menéndez, el contralmirante Juan Carlos Bassi y el almirante Isaac Francisco Rojas, exvicepresidente provisional de facto entre 1955 y 1958. Dicha asonada fue aplastada y los sublevados detenidos. Eladio Vázquez fue quien se opuso al levantamiento de los marinos insurrectos, en consecuencia fue designado titular de la Armada de la República Argentina el 2 de abril de 1963 en lugar del vicealmirante Enrique Grünwaldt, quien renunció a dicho cargo ese mismo día tras estallar la rebelión.

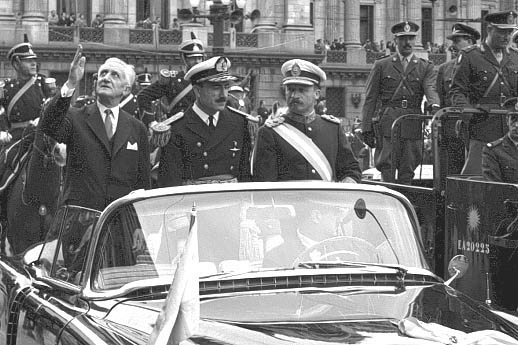
Arturo Umberto Illia asume la presidencia de Argentina el 12 de octubre de 1963. A su lado lo acompañan los titulares de la Armada, Eladio Modesto Vázquez y del Ejército, Juan Carlos Onganía.

El 26 de octubre de 1963, Vázquez fue pasado a retiro por no coincidir con las ideas políticas del gobierno nacional del momento. Al momento del retiro, era comandante de Operaciones Navales (titular de la Armada), puesto clave dentro de la fuerza naval por el manejo de la tropa y de las operaciones.

## Carrera política
Fue designado por Juan Carlos Onganía como gobernador de Santa Fe en agosto de 1966.
Como gobernador provincial impulsó la obra pública promoviendo el crecimiento de la infraestructura vial santafesina. Una de las obras a las que acompañó en su tramo final fue la del túnel subfluvial Raúl Uranga – Carlos Sylvestre Begnis, inaugurado en diciembre de 1969. Otra fue la de la autopista Rosario-Santa Fe, que recién sería finalizada en 1974, durante el segundo mandato de Carlos Sylvestre Begnis.
El lado oscuro de su gobierno estuvo dado durante el Rosariazo cuando se trasladó a Rosario para analizar los hechos y, al ver lo ocurrido, solicitó la intervención de la artillería del Ejército.